# هاوکر پی.۱۰۵۲
هاوکر پی. ۱۰۵۲ (به انگلیسی: Hawker P.1052) یک هواپیمای ساختِ کارخانهٔ هاوکر ایرکرفت در کشور بریتانیا است. این هواپیما برای نخستین بار در ۱۹ نوامبر ۱۹۴۸ میلادی مورد استفاده قرار گرفت.